# Kanéphorosz
A kanéphorosz (ógörögül: κανηφόρος) a kosárhordó nők megnevezése az ókori Görögországban, athéni szüzek, akik Démétér és Dionüszosz ünnepein a körmeneteken felvonultak és az áldozathoz szükséges anyagokat és eszközöket kosarakban a fejükön viselték. Kanéphorosznak lenni kitüntetés volt, melyre csak a legelőkelőbb családok lányai pályázhattak. Tetszetős fellépésük a képzőművészet gyakran ábrázolt modelljeivé avatta őket. Nem kisebb művészek foglalkoztak velük, mint Polükleitosz és Szkopasz.